# Las semanas del jardín
Las semanas del jardín es una obra perdida de Miguel de Cervantes, mencionada por éste en abril de 1616, en su dedicatoria al Conde de Lemos en la obra Los trabajos de Persiles y Sigismunda, escrita poco antes de su muerte.
Es muy posible que a esta obra haya pertenecido el Diálogo entre Cilenia y Selanio sobre la vida del campo, publicado por primera vez en 1874. En 1988, en una edición publicada por la Diputación Provincial de Salamanca, el cervantista Daniel Eisenberg concluye que hay poderosas razones para atribuir a Cervantes la autoría del diálogo y también para considerar que formaba parte de Las semanas del jardín.
El autor, como muchos del Siglo de Oro, utiliza una conversación formal y estilizada entre dos personajes para dar a conocer una serie de ideas en torno al tema de la vida urbana y rural y los correspondientes argumentos en pro y en contra de cada una. En esta obra, Cilenia es la defensora de la vida en la ciudad, mientras que Selanio hace la apología de la vida campestre. Al final del diálogo, Cilenia invita a Selanio a tratar del aspecto positivo de la vida urbana, tras la evocación de la vida del campo, y le propone volver otro día, a lo cual accede su interlocutor.
Anunciada por su autor en su último texto conocido, escrito pocos días antes de su muerte, esta obra cervantina perdida ha quedado en la literatura española como un título mítico. Y así, en el siglo XX, Rafael Sánchez Ferlosio le puso ese título a su ensayo publicado en 1974. Juan Goytisolo, por su parte, hizo lo propio en 1997, al utilizarlo como título de una novela.